# Zeszyty Naukowe Koła Wschodnioeuropejskiego Stosunków Międzynarodowych
Zeszyty Naukowe Koła Wschodnioeuropejskiego Stosunków Międzynarodowych to periodyk naukowy o tematyce politycznej i społecznej, ukazujący się od 2002 roku. Jest on wydawany przez Koło Wschodnioeuropejskie Stosunków Międzynarodowych działające na Uniwersytecie Wrocławskim.
Zeszyty ukazują się w dwóch cyklach - ogólnym i tematycznym. Dotychczas ukazały się 4 numery ogólne i 4 specjalne (skupiające się na jednym temacie: Mołdowa; Terroryzm; Białoruś i Kraje Nadbałtyckie; Rosja). Autorami tekstów są głównie członkowie KWSM oraz związani lub sympatyzujący z organizacją naukowcy i specjaliści. Zeszyty wychodzą średnio trzy razy w ciągu roku (zależnie od rozmiarów badań i innych form aktywności organizacji).
Funkcję redaktora naczelnego pisma pełnili kolejno w latach:
- 2002 - 2003 Agnieszka Jaworska
- 2003 - Aneta Kowalak - Kazanecka
- 2003 - 2005 Tomasz Szyszlak
- 2005 - 2008 Jakub Bogucki
- 2008 - Karolina Słowik